# Tritonoharpa lanceolata
Tritonoharpa lanceolata är en snäckart som först beskrevs av Menke 1828.  Tritonoharpa lanceolata ingår i släktet Tritonoharpa och familjen Cancellariidae. Inga underarter finns listade i Catalogue of Life.